# ヤブラニツァ (ブルガリア)
座標: 北緯43度2分 東経24度7分 / 北緯43.033度 東経24.117度

ヤブラニツァ
Ябланицаヤブラニツァ ブルガリア内のヤブラニツァの位置

ヤブラニツァ（ブルガリア語: Я̀бланица	、Yablanitsa）はブルガリア北西部の町、およびそれを中心とした基礎自治体。ロヴェチ州に属する。バルカン山脈のふもと、北緯43度2分 東経24度7分 / 北緯43.033度 東経24.117度にある。ヤブラニツァはソフィアからは70キロメートルであり、ソフィアとヴァルナを結ぶヘムス高速道路に近い。1968年に町に昇格した。
ヤブラニツァは菓子製造の中心となっており、特に地元の菓子ハルヴァやロクム（Локум / Lokum、en）の製造が盛んである。

## 町村
ヤブラニツァ基礎自治体（Община Ябланица）には、その中心であるヤブラニツァをはじめ、以下の町村（集落）が存在している。
- Батулци
- Брестница
- Голяма Брестница
- Добревци
- Дъбравата

- Златна Панега
- Малък извор
- Орешене
- Ябланица

## ヤブラニツァの地区
ヤブラニツァ基礎自治体の中心となる町ヤブラニツァは、かつては個別の村であったシュムネネ（Шумнене / Shumnene） やデヴェッテ・ドラ（Деветте дола / Devette Dola）などを合併して形成された。それらは現在は町の街区として残っている。シュムネネはブルガリアの有名な岩山ヴェネツァ（Венеца / Venetsa）で知られるドラゴイツァ（Драгойца / Dragoytsa）にあり、美しい家々とバルカン山脈の景色が見られる。山の頂上まで上ると、天候によってはドナウ川まで見渡すことができる。

## ヤブラニツァにちなむもの
南極大陸のサウス・シェトランド諸島、スミス島（Smith Island）にあるヤブラニツァ氷河（Yablanitsa Glacier）は、ウグルチンにちなんで命名された。